# Glochidion punctatum
Glochidion punctatum là một loài thực vật có hoa trong họ Diệp hạ châu. Loài này được Pax & K.Hoffm. mô tả khoa học đầu tiên năm 1931.